# Tên của các ngày trong tuần

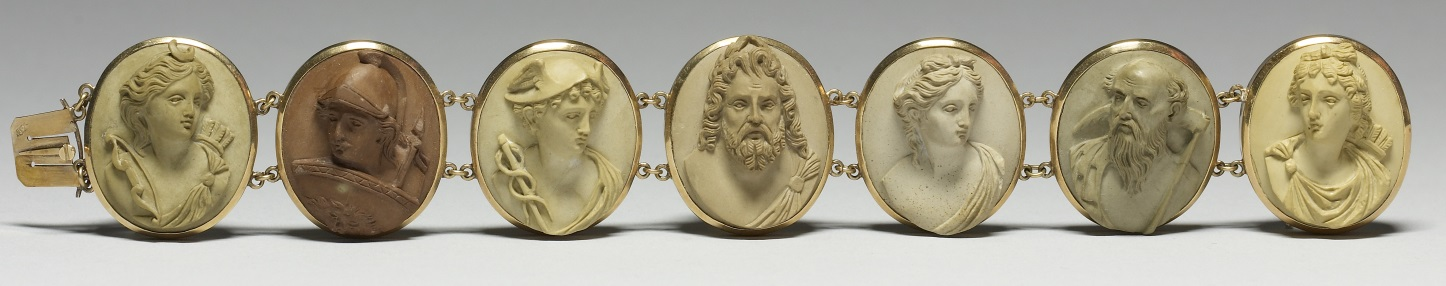
Vòng tay cameo đại diện cho các ngày trong tuần, tương ứng với các hành tinh như các vị thần La Mã: Diana như mặt trăng vào ngày Thứ Hai, Mars cho thứ ba, Mercury cho thứ tư, Jupiter cho Thứ năm, Venus cho Thứ sáu, Saturn cho thứ Bảy, và Apollo như Mặt Trời cho chủ nhật. Tranh giữa thế kỷ 19, Bảo tàng Nghệ thuật Walters

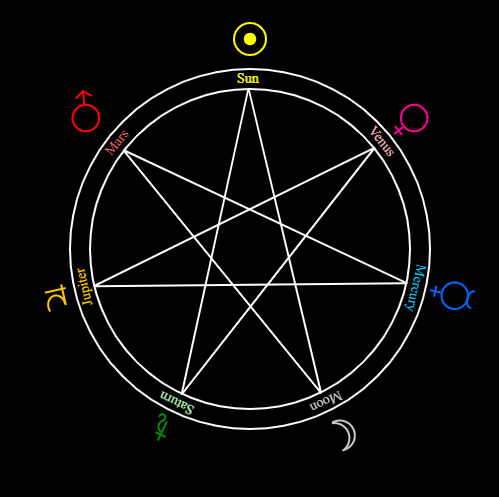
Heptagram của bảy thiên thể trong tuần

Tên của các ngày trong tuần bằng nhiều ngôn ngữ được lấy từ tên của các hành tinh cổ điển trong chiêm tinh học Hy Lạp, được đặt theo tên của các vị thần đương đại, một hệ thống được giới thiệu bởi Đế chế La Mã trong Thời cổ đại. Trong một số ngôn ngữ khác, ngày được đặt tên theo các vị thần tương ứng của văn hóa khu vực, bắt đầu bằng Chủ nhật hoặc Thứ hai. Trong tiêu chuẩn quốc tế ISO 8601, Thứ hai được coi là ngày đầu tiên trong tuần.

## Tên ngày đặt theo các hành tinh

### Truyền thống Greco-Roman
Giữa thế kỷ 1 và 3, Đế chế La Mã dần thay thế chu kỳ đầu tiên của La Mã tám ngày bằng tuần lễ bảy ngày. Bằng chứng sớm nhất cho hệ thống mới này là một graffito của người Qatar đề cập đến ngày 6 tháng 2 (viii idus Februarius) của năm 60 Công nguyên khi chết solis ("Chủ nhật"). Một nhân chứng ban đầu khác là một tài liệu tham khảo về một chuyên luận bị mất của Plutarch, được viết vào khoảng năm 100 Công nguyên, trong đó giải quyết câu hỏi: "Tại sao những ngày được đặt tên theo các hành tinh được tính theo thứ tự khác với thứ tự 'thực tế'?". (Chuyên luận này đã bị thất truyền, nhưng câu trả lời cho câu hỏi đã biết; xem giờ hành tinh).
Hệ thống Ptoleme của các quả cầu hành tinh khẳng định rằng trật tự của các thiên thể, từ nơi xa nhất đến gần Trái đất nhất là: Sao Thổ, Sao Mộc, Sao Hỏa, Mặt Trời, Sao Kim, Sao Thủy, Mặt Trăng, hoặc, một cách khách quan, các hành tinh được sắp xếp từ di chuyển chậm nhất để di chuyển nhanh nhất khi chúng xuất hiện trên bầu trời đêm.
Những ngày được đặt tên theo các hành tinh của chiêm tinh học Hy Lạp, theo thứ tự: Mặt trời, Mặt Trăng, Sao Hỏa (Ares), Sao Thủy (Hermes), Sao Mộc (Zeus), Sao Kim (Aphrodite) và Sao Thổ (Cronos).
Tuần lễ bảy ngày lan rộng khắp Đế quốc La Mã trong Hậu kỳ cổ đại. Đến thế kỷ thứ 4, nó đã được sử dụng rộng rãi trên toàn Đế quốc, và cách chia ngày theo tuần này cũng đã đến Ấn Độ và Trung Quốc.